# 1968年夏季奥林匹克运动会自行车比赛
1968年夏季奥林匹克运动会自行车比赛在墨西哥城举行。比赛分为公路赛和场地赛两个分项，其中公路赛有两个小项，场地赛有五个小项。共有来自52个国家和地区的329名运动员参加本次比赛。

## 奖牌榜

### 公路
| 项目       | 金牌                                                                        | 银牌                                                                        | 铜牌                                                                                        |
| 公路赛     | 皮耶尔弗兰科·维亚内利 · 意大利（ITA）                                       | Leif Mortensen · 丹麦（DEN）                                                | 约斯塔·彼得松 · 瑞典（SWE）                                                                 |
| 团体计时赛 | 荷兰（NED） · Joop Zoetemelk · Fedor den Hertog · Jan Krekels · René Pijnen | 瑞典（SWE） · 斯图雷·彼得松 · 托马斯·彼得松 · 埃里克·彼得松 · 约斯塔·彼得松 | 意大利（ITA） · 皮耶尔弗兰科·维亚内利 · 乔瓦尼·布拉穆奇 · 维托里奥·马尔切利 · 毛罗·西莫内蒂 |

### 场地
| 项目         | 金牌                                                                       | 银牌                                                                                         | 铜牌                                                                                    |
| 个人追逐赛   | Daniel Rebillard · 法国（FRA）                                             | Mogens Jensen · 丹麦（DEN）                                                                  | Xaver Kurmann · 瑞士（SUI）                                                             |
| 团体追逐赛   | 丹麦（DEN） · Per Jørgensen · Reno Olsen · Gunnar Asmussen · Mogens Jensen | 西德（FRG） · 卡尔·林克 · 乌多·亨佩尔 · 卡尔-海因茨·亨里希斯 · 于尔根·基斯纳 · 赖纳·波德勒施 | 意大利（ITA） · 路易吉·龙卡利亚 · 洛伦佐·博西西奥 · 奇普里亚诺·凯梅洛 · 乔治·莫尔比亚托 |
| 个人竞速赛   | 达尼埃尔·莫勒隆 · 法国（FRA）                                              | 焦尔达诺·图里尼 · 意大利（ITA）                                                              | 皮埃尔·特朗坦 · 法国（FRA）                                                             |
| 串联赛       | 达尼埃尔·莫勒隆 · and 皮埃尔·特朗坦 · 法国（FRA）                          | Leijn Loevesijn · and Jan Janssen · 荷兰（NED）                                              | Daniel Goens · and Robert van Lancker · 比利时（BEL）                                   |
| 1000米计时赛 | 皮埃尔·特朗坦 · 法国（FRA）                                                | Niels Fredborg · 丹麦（DEN）                                                                 | 雅努什·凯日科夫斯基 · 波兰（POL）                                                       |

## 参赛国家和地区
| - 阿根廷（9） - （9） - 巴巴多斯（4） - 比利时（15） - 伯利兹（2） - 加拿大（6） - 中华民国（5） - 哥伦比亚（10） - 刚果民主共和国（5） - 哥斯达黎加（5） - 古巴（6） - 捷克斯洛伐克（8） - 丹麦（13） |  | - 东德（10） - 厄瓜多尔（4） - 萨尔瓦多（5） - 埃塞俄比亚（5） - 芬兰（4） - 法国（14） - 英国（14） - 危地马拉（4） - 圭亚那（1） - 匈牙利（7） - 伊拉克（1） - 爱尔兰（3） - 意大利（16） |  | - 日本（1） - 黎巴嫩（1） - 卢森堡（1） - 马达加斯加（1） - 马来西亚（2） - 墨西哥（12） - 荷兰（10） - 新西兰（5） - 挪威（6） - 菲律宾（3） - 波兰（10） - 波多黎各（1） - 罗马尼亚（1） |  | - 圣马力诺（2） - 韩国（2） - 南越南（2） - 苏联（15） - 西班牙（7） - 瑞典（6） - 瑞士（4） - 泰国（7） - 特立尼达和多巴哥（7） - 美国（15） - 乌拉圭（5） - 西德（14） - 南斯拉夫（4） |

## 各国奖牌榜
| 排名 | 国家／地区 | 金牌 | 银牌 | 铜牌 | 總數 |
| ---- | ---------- | ---- | ---- | ---- | ---- |
| 1    | 法国       | 4    | 0    | 1    | 5    |
| 2    | 丹麦       | 1    | 3    | 0    | 4    |
| 3    | 意大利     | 1    | 1    | 2    | 4    |
| 4    | 荷兰       | 1    | 1    | 0    | 2    |
| 5    | 瑞典       | 0    | 1    | 1    | 2    |
| 6    | 西德       | 0    | 1    | 0    | 1    |
| 7    | 比利时     | 0    | 0    | 1    | 1    |
| 7    | 波兰       | 0    | 0    | 1    | 1    |
| 7    | 瑞士       | 0    | 0    | 1    | 1    |